# Membrane basale glomérulaire

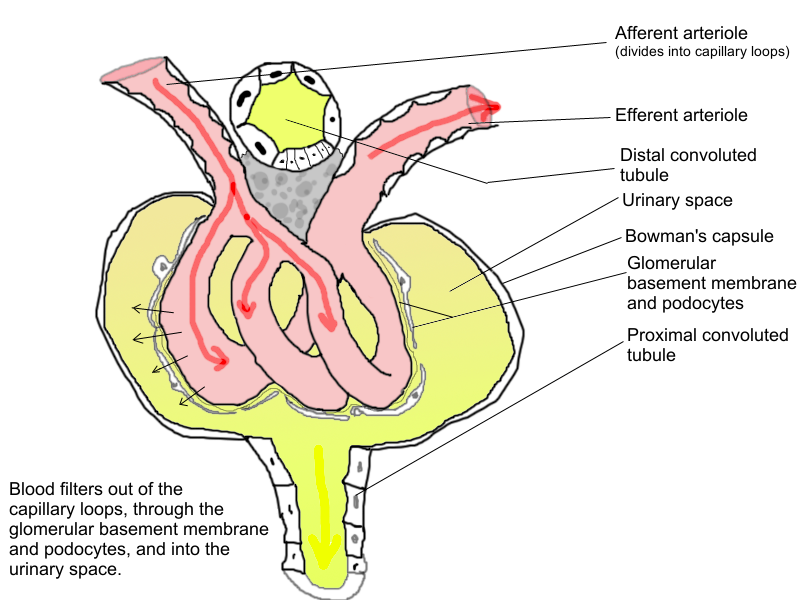
Physiologie de la membrane basale glomérulaire

Comme toutes les membranes basales, la membrane basale glomérulaire suit le modèle de base des matrices extracellulaires ; c'est un réseau complexe de protéines et protéoglycanes en interactions (collagènes, laminines formant 2 réseaux principaux reliés par des protéines telles que l'antactine et le perlécente), dans ce cas elle constitue une barrière physiologique pour l'ultrafiltration, entre le plasma sanguin d'une part et l'urine d'autre part. Elle a donc un rôle de filtre sélectif.
En médecine, la présence d'anticorps anti membrane basale glomérulaire (GBM) donne une vascularite appelée syndrome de Goodpasture.